# Alexandra (Schiff, 1877)
HMS Alexandra war ein Panzerschiff der Royal Navy. Als Kasemattschiff konstruiert, waren die Geschütze in einer gepanzerten Zentralbatterie aufgestellt. Sie war das erfolgreichste Schiff dieses Typs, jedoch aufgrund der Entwicklung von Turmschiffen bei ihrer Fertigstellung bereits überholt.

## Geschichte
Zur Zeit ihrer Entstehung standen die Mitglieder des „Board of Admiralty“ bezüglich der Notwendigkeit von Segeln für Kriegsschiffneubauten untereinander auf Kriegsfuß. Die Konstruktion von Dampfmaschinen hatte einen Stand erreicht, der eine Überquerung des Atlantik nur mit Dampfkraft ermöglichte. Doch die Jahrhunderte der Segelschifffahrt hatten eine tiefgreifende emotionale Bindung bei wenigen, aber einflussreichen Vertretern der Marineführung hinterlassen. Ihnen gelang es, eine Konstruktion als Breitseitschiff mit Segeln durchzusetzen.
Ursprünglich sollte das Schiff Superb genannt werden, doch anlässlich der Taufe durch die Princess of Wales, die spätere Queen Consort Alexandra von Dänemark, wurde der Name geändert. Die Alexandra war das erste Schiff, welches durch ein Mitglied der königlichen Familie getauft wurde, der Duke und die Duchess of Edinburgh, der Herzog und die Herzogin von Teck und der Duke of Cambridge waren bei der Taufe ebenfalls anwesend.

## Konstruktion

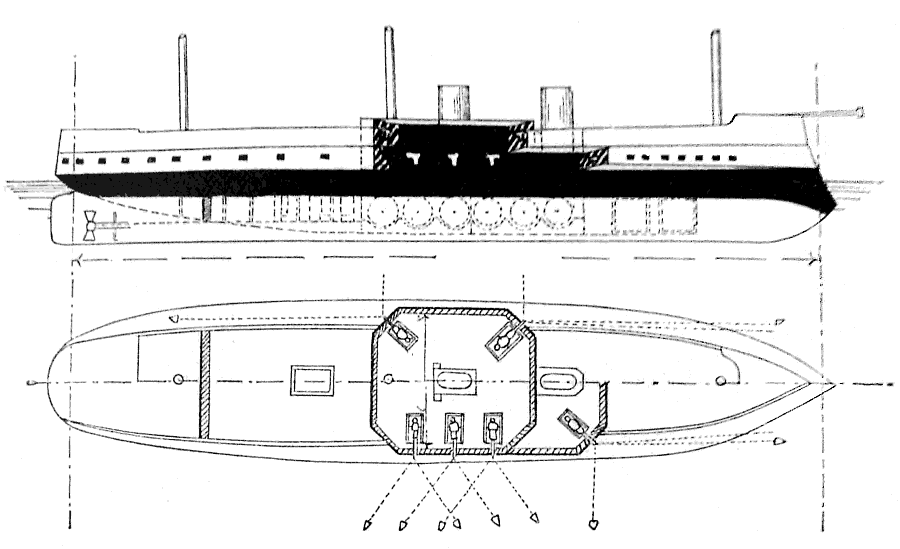
Seitenriss und Decksplan. „Harpers Monthly“, Februar 1886

Das Schiff stellt den letzten Schritt in der langen Reihe der Entwicklung von Breitseitschiffen dar, und sie war das militärisch am besten einsetzbare Schiff dieses Typs. Konstruiert wurde sie ironischerweise von Nathaniel Barnaby, einem der frühesten und entschiedensten Verfechter von Turmschiffen.
Die Bewaffnung wurde in einer Zentralbatterie aufgestellt. Dabei standen die schweren Geschütze sowohl auf dem Haupt- als auch auf dem Oberdeck. In Anbetracht der Notwendigkeit massierten Feuers stellte Barnaby die Artillerie so auf, dass jeweils vier Geschütze geradeaus über den Bug und zwei achteraus feuern konnten. Alle Kanonen einer Schiffseite konnten bei Bedarf eine Breitseite schießen. Dabei schossen die Geschütze durch Schießscharten.
Die Alexandra war das letzte britische Schlachtschiff, das seine Hauptbewaffnung ausschließlich auf Decks aufgestellt hatte. Neben der Temeraire war sie das einzige mit 11-Zoll-Vorderladerkanonen ausgerüstete Schiff der Royal Navy.
Sie war auch das erste britische Kriegsschiff mit einer stehenden Verbunddampfmaschine. Die zylindrischen Hochdruckkessel arbeiteten mit einem doppelt so hohen Betriebsdruck (60 psi) wie die bislang verwendeten, rechteckigen Kessel. Zwölf Kessel wurden Rücken an Rücken auf beiden Seiten eines in der Längsmittelebene liegenden Schotts aufgestellt. Jede Dampfmaschine trieb eine nach außen drehende Schraube von 6 m Durchmesser an. Zwei Hilfsdampfmaschinen, die jeweils 600 PSi leisteten, wurden eingebaut, um die Schrauben durchzudrehen, während das Schiff unter Segeln lief. Der Antrieb konnte das Schiff auf eine Geschwindigkeit von 14,5 Knoten bringen. Zum Zeitpunkt ihrer Fertigstellung war die Alexandra das schnellste Schlachtschiff der Flotte.

## Einsatz

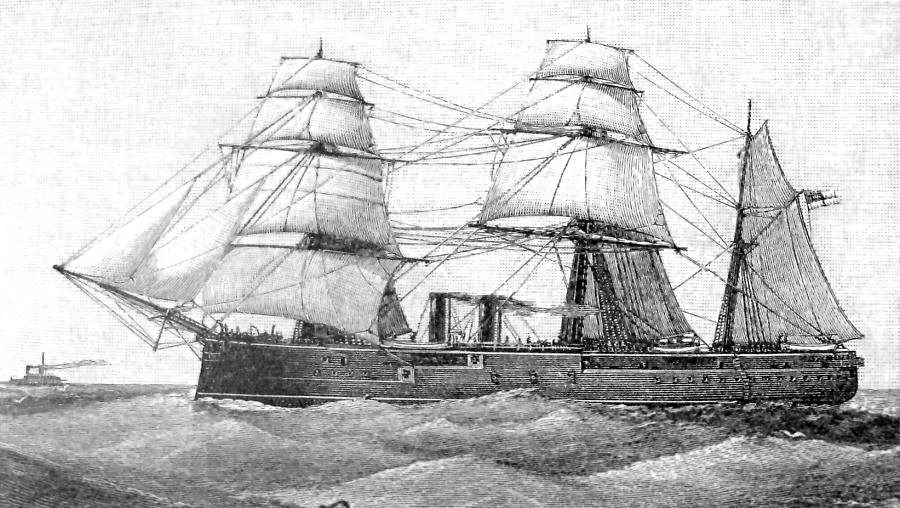
Die Alexandra unter Segeln

Die Alexandra wurde am 2. Januar 1877 zum Flaggschiff der Mittelmeerflotte der Royal Navy (Mediterranean Fleet) ernannt. Sie verblieb in dieser Position bis 1899. Während der Durchfahrt durch die Dardanellen 1878 war sie das Flaggschiff Admiral Hornbys. Während der Passage lief sie am engsten Teil der Durchfahrt auf Grund, wurde jedoch von der Sultan von der Untiefe geschleppt und konnte das Geschwader nach Konstantinopel führen.
Im Jahr 1882 eröffnete sie die Beschießung Alexandrias. Während dieser Operation wurde die Flagge des kommandierenden Admirals jedoch durch die Invincible geführt. Diese hatte einen geringeren Tiefgang und konnte näher an die Küste heranfahren. Alfred, Duke of Edinburgh übernahm 1886 das Kommando der Mediterranean Fleet und setzte seine Flagge auf der Alexandra. Der spätere König George V. diente als Lieutenant an Bord.
Im Jahr 1889 wurde sie zur Modernisierung aus der Mediterranean Fleet herausgelöst. Von 1891 bis 1901 war sie Flaggschiff der Reserveflotte und in Portland stationiert. Letztmals kam sie als Flaggschiff der „B“-Flotte bei den Flottenmanövern 1900 zum Einsatz. 1903 wurde sie Ausbildungsschiff und schließlich 1908 verkauft.